# مارشال بيرمان
مارشال بيرمان (بالإنجليزية: Marshall Howard Berman)‏، فيلسوف وكاتب أمريكي، وأحد روّاد الإنسانية الماركسية، وأستاذ في العلوم السياسية في كلية مدينة نيويورك وفي مركز الدراسات العليا في جامعة مدينة نيويورك.

## الحياة المهنية
ولد في مدينة نيويورك في 24 نوفمبر 1940، وقضى طفولته في تريمونت، ثم في حي يهودي جنوب برونكس. ووالديه بيتي وموراي بيرمان (كلاهما من المهاجرين من أوروبا الشرقية اليهودية). توفي والده بسبب أزمة قلبية في سن ال 48 في خريف عام 1955، بعد وقت قصير من انتقال العائلة إلى حي كينغبريدج في برونكس. حضر بيرمان مدرسة برونكس الثانوية للعلوم، وكان خريجا من جامعة كولومبيا. أكمل بيرمان الدكتوراه في جامعة هارفارد في عام 1968.

## موضوعاته وآرائه
كان يركز على قضايا الحداثة والمواقف الثقافية. وقدم تعريفه الخاص للحداثة لمواجهة الفلسفات ما بعد الحداثة. وأن الحداثة تحوّل الإنسان إلى أداتها وموضوعها وتدخله في حياة من المفارقات والتناقضات، فالحداثة التي تجلب معها أدوات قوية ومؤثرة للإنتاج الصناعي والتغيرات الثقافية تجلب معها الخوف منها ومن هدم المجتمعات بشكلها المألوف وقيمها القديمة، بل وهدم صورة الفرد ببنيتها الآمنة واتساقها.

## وفاته
توفي في 11 سبتمبر 2013 إثر نوبة قلبية. وفقا لصديقه وزميله تود جتلن، عانى بيرمان من النوبة القلبية أثناء تناول الطعام في أحد المطاعم.

## روابط خارجية
- مارشال بيرمان على موقع IMDb (الإنجليزية)
- مارشال بيرمان على موقع كينوبويسك (الروسية)